# Teodor Łapiński

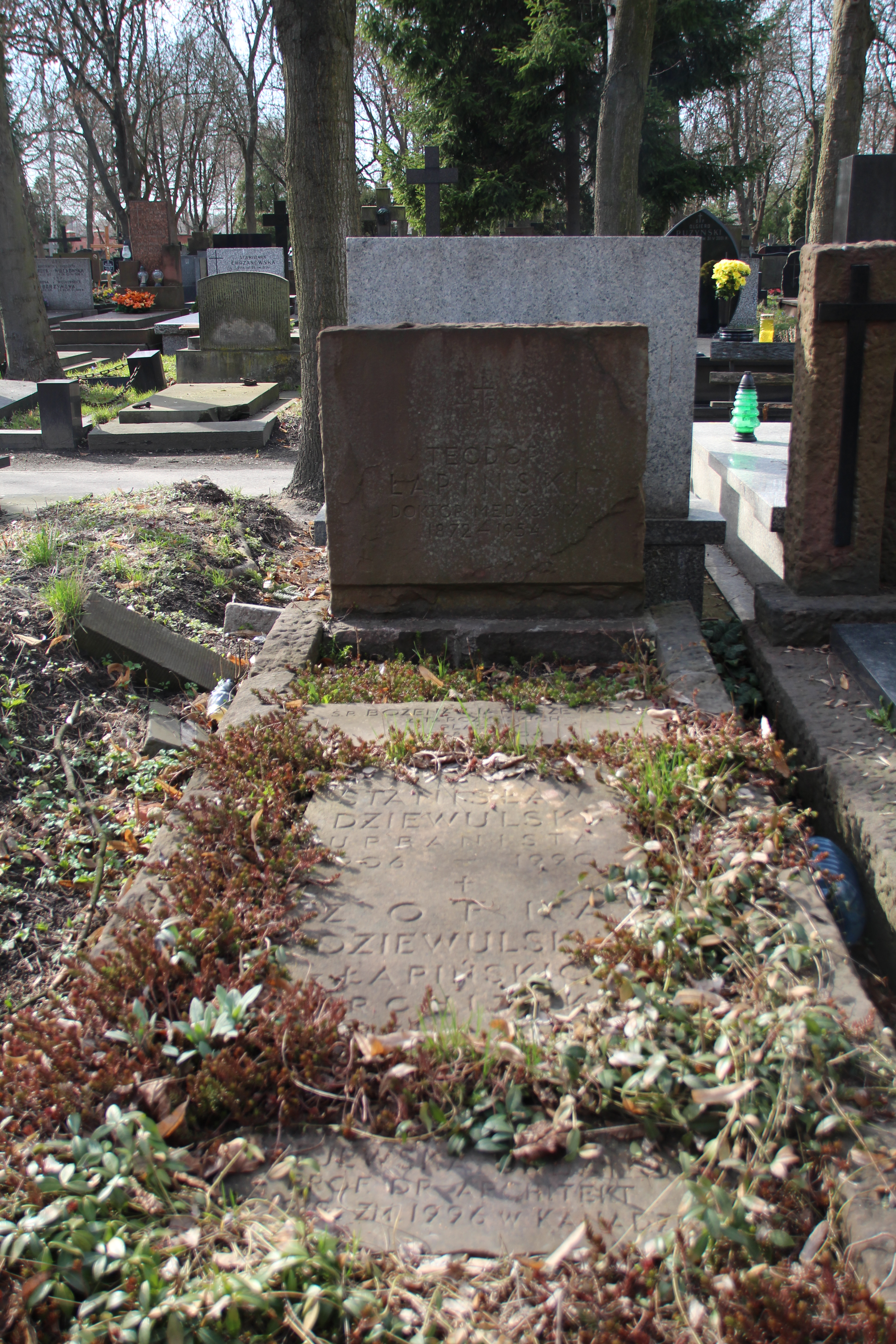
Grób Teodora Łapińskiego na cmentarzu Powązkowskim

Teodor Łapiński (ur. 7 października 1872 w Puławach, zm. 11 grudnia 1954 w Warszawie) – polski lekarz psychiatra, lekarz naczelny Szpitala św. Jana Bożego w latach 1921–1934. Po II wojnie światowej praktykował w Lublińcu.
Pochowany jest na cmentarzu Powązkowskim (kwatera 103, rząd 5, miejsce 27).

## Wybrane prace
- Karol Rychliński, Teodor Łapiński. Dwa przyczynki do barwienia włókien nerwowych. „Przegląd Lekarski” 40 (21), s. 283–284, 1901
- Przyczynek do nauki o psychozach powstających wskutek urazu głowy. „Medycyna” 31 (49, 50, 51), s. 1102–1104, 1124–1127, 1139–1143, 1903
- „Uraz a choroby umysłowe” W: Ciągliński A. (red). Prace I-go Zjazdu neurologów, psychiatrów i psychologów polskich odbytego w Warszawie 11–12–13 października 1909 r. Warszawa: E. Wende i sp., 1910 s. 530–541
- W sprawie projektu zakładu dla umysłowo chorych mieszkańców Warszawy. „Zdrowie” 12, 1912
- Zasady psychiatryi praktycznej z uwzględnieniem potrzeb kraju. „Gazeta Lekarska” 52 (43, 44, 45), s. 345–347, 353–355, 360–362, 1918
- Epilepsie und Geisteskrankheit. „Archiv für Psychiatrie und Nervenkrankheiten”. 63 (2), s. 463–476, 1921. DOI: 10.1007/BF02029665.
- Zaburzenia psychiczne w chorobach zakaźnych. „Nowiny Lekarskie”, 1925
- Szpital Jana Bożego w Warszawie. Sprawozdanie za rok 1925. „Nowiny Psychjatryczne” 4 (1/2), s. 96–100, 1926
- Szpital Jana Bożego w roku 1928. Warszawa: Wydział Szpitalnictwa i Opieki Społecznej Magistratu m. st. Warszawy, 1929.
- O opiece pozazakładowej. „Nowiny Psychjatryczne”, 1930
- Zaburzenia psychiczne w epilepsji. „Rocznik Psychjatryczny” 21, ss. 201–217, 1933
- Opieka nad psychicznie chorymi dawniej i dzisiaj. „Nowiny Psychjatryczne” 12, 1934
- Szpital Jana Bożego: 1. IV 1929-31. III 1930. Warszawa: Wydawnictwo Wydziału Szpitalnictwa i Opieki Społecznej Magistratu Miasta Warszawy, 1930
- Marzenia senne w zestawieniu z majaczeniami chorych somatycznych, złudzeniami, urojeniami. „Śląska Gazeta Lekarska” 3 (9/10), ss. 617–621, 1947
- Natrętne, obce myśli, złudzenia – ich przebieg, zejście. „Śląska Gazeta Lekarska” 3 (11/12), s. 761–767, 1947